# Glapiniec
Glapiniec – część wsi Strzegowa w Polsce, położona w województwie wielkopolskim, w powiecie ostrowskim, w gminie Nowe Skalmierzyce, w Kaliskiem, ok. 5 km od Nowych Skalmierzyc. 
W latach 1975–1998 Glapiniec należał administracyjnie do województwa kaliskiego, od 1999 do powiatu ostrowskiego.

## Historia
W miejscowości funkcjonowała karczma. Pod koniec XIX wieku Glapiniec wraz ze Strzegową, tworzył okręg wiejski o powierzchni 116 ha z 18 domami i 207 mieszkańcami. 